# レーザーキーウィの旗
レーザーキーウィの旗（英語: Laser Kiwi flag）は、2015年から2016年にかけて実施されたニュージーランド国旗変更国民投票にて、元ACT党候補者のルーシー・グレイ（Lucy Gray）が2015年にデザインした新国旗案の俗称。原題はFire the Lazer。
登場以来、この特徴的なデザインはコメディアンのスケッチ・コメディーの題材やインターネット・ミームとなり、ソーシャルメディア上で人々の関心を継続的に集めている。

## デザイン
黒地で、左上（カントン部にあたる）に白色のシルバー・ファーンのイラストを、右下に旗の左側（旗竿側）を向いたキーウィを配置している。最大の特徴はキーウィの目から緑色のレーザーが発射されていることである。作者のルーシー・グレイは「レーザー光線がニュージーランドの力強いイメージを映し出している。私のデザインは議論の必要がないほど強力だと信じている」と説明しており、コメディアンは「（もし公式な国旗となれば）ニュージーランドの敵に恐怖を与えるだろう」と冗談をよく飛ばした。
旗はMicrosoft Paintを使って一晩で描かれたもので、グレイによれば国民投票に選ばれた4つの国旗案がいずれも「あまり意味を感じられなかった」ことが動機の一つと答えている。「レーザーキーウィ」は、オーストラリアに多く生息する「deadly animals（非常に危険な動物たち）」からインスピレーションを得て、ニュージーランドの国民的な鳥であるキーウィを「deadly animals」に仕立てたものである。

## 人気
国民投票終了後、最終財としてレーザーキーウィの旗が販売されるようになったことで人気が「復活」し、国内外のスポーツ大会やコンサート会場で掲げられるようになった。2022年ロシアのウクライナ侵攻では、ニュージーランドからの義勇兵がシンボルとして用いた。
2023年のミネソタ州旗の新デザイン公募では、レーザーキーウィと同様にレーザーを発射しているアビ（ミネソタ州の州鳥）のデザインが提出された。